# Sudanonautes granulatus
Sudanonautes granulatus is een krabbensoort uit de familie van de Potamonautidae. De wetenschappelijke naam van de soort is voor het eerst geldig gepubliceerd in 1929 door Balss.